# Силы сопротивления Синджара
Силы сопротивления Синджара (курд. Yekîneyên Berxwedanа Şingal — YBŞ) — это военизированное формирование иракских езидов. Через три дня после нападения террористов Исламского государства на Синджар (Шангал) и вторжения курдских бойцов из Сирийского Курдистана с целью защиты езидского населения, по инициативе YPG были созданы YBŞ. Первоначально туда входили опытные езидские бойцы из YPG, пока не началось обучение езидских добровольцев из Синджара. Для YBŞ был организован тренировочный лагерь «Давреше Авди», названный в честь известного езидского воина из курдского племени милан. YBŞ участвовали во всех военных акция YPG в Синджаре. Например, бойцы принимали участие в защите гражданского населения в горах, обеспечивали безопасность коридора и отбивали атаки террористов. Воины YBŞ действуют в южной части гор Синджар. YBŞ также известны под наименованием «Бригады Тауси Малака».
Флаг — красно-белое полотнище, в центре которого располагается солнце — религиозного знака для езидов и культурного символа курдов в целом.